# Румянцев, Андрей Александрович
Андре́й Алекса́ндрович Румя́нцев (14 августа 1969, Горький, РСФСР, СССР) — советский и российский футболист, защитник и полузащитник.

## Карьера
С 1987 по 1988 год выступал за горьковский «Локомотив», провёл 43 матча.
Сезон 1990 года начал в ЦСКА-2, за который сыграл 25 встреч, после чего перешёл в ростовский СКА, где и завершил сезон, проведя 2 матча и забив 1 гол.
В 1991 году вернулся в «Локомотив», сыграл 22 встречи, забил 1 мяч. В 1992 году дебютировал в Высшей лиге России в составе нижегородцев, где выступал до 1993 года, проведя за это время 56 матчей и забив 6 голов.
С 1994 по 1997 год играл в составе «Балтики», в 87 встречах забил 1 мяч, был капитаном команды. Сезон 1998 года провёл в «Кубани», за которую сыграл 8 матчей. В 1999 году вернулся в «Балтику», проведя за сезон 17 игр.
Сезон 2001 года провёл в казахстанском «Актобе-Ленто», сыграл 14 матчей в чемпионате и 1 встречу в 1/8 финала Кубка Казахстана.

## После карьеры
После завершения карьеры футболиста живёт в Калининграде, работает в такси. До этого был директором игрового клуба, потом начальником цеха колбасного производства и даже ходил в море.